# 箭田珠勝大兄皇子
箭田珠勝大兄皇子（やた の たまかつ の おおえ の みこ、生年不詳 - 欽明天皇13年4月（552年））は、飛鳥時代の皇族。『古事記』では八田王。欽明天皇の第一皇子で、母は宣化天皇の皇女・石姫皇女。敏達天皇の同母兄。

## 生涯
「大兄」の称号を有するところから、欽明天皇の皇嗣であったと思われる。しかし、政治的事績は何も伝わっておらず、『日本書紀』巻十九、欽明天皇13年4月（552年）に
とあるだけで、死因などは不明である。欽明天皇は任那復興のために朝鮮半島に軍を派遣しており、その甲斐もなく、欽明天皇23年（562年）には任那の日本府が新羅によって滅亡させられている。そのことと何か関係があるのだろうとも想像される。
皇子の薨去した年に百済の聖明王が釈迦仏の金銅像一体と、幡蓋若干、経論若干巻を献上したと『書紀』にはあり、蘇我稲目が向原の家を浄めはらって寺として仏像を崇めたところ、（『元興寺縁起』によると1年後に）「疫病」が大流行し、夭折するものが数多く出て、治療することが叶わなかったために、物部尾輿と中臣鎌子が天皇の承諾を得て、向原寺に放火して伽藍を灰燼と化し、仏像を難波の堀江に流して廃棄している。
皇子が八田皇女の矢田部を継承していたとする説もある。